# Carte géographique (papillon)
Pour les articles homonymes, voir Carte géographique et Carte.
Araschnia levana
Espèce
La Carte géographique (Araschnia levana) est une espèce de lépidoptères (papillons) diurnes de la famille des Nymphalidae. Répandue en Eurasie tempérée, elle est connue pour son important polymorphisme saisonnier.

## Noms vernaculaires
Le nom vernaculaire de « Carte géographique » provient du motif en réseau de traits blancs qui orne le revers des ailes, évoquant un réseau routier sur une carte. Pour la même raison, l'espèce est appelée map en anglais et Landkärtchen (ou Landkärtchenfalter) en allemand.

## Description, morphologie

### Papillon
Cette espèce présente plusieurs générations successives chaque année avec un fort dimorphisme saisonnier.
- Les individus nés au printemps (forme levana) sont clairs : le dessus des ailes est orangé fortement dessiné de blanc et de noir (couleurs également présentes sur la chenille).
- Ceux de la génération estivale (forme prorsa) sont noirs avec une bande blanche et une étroite ligne submarginale rouge foncé, le dessous étant violacé parcouru d'un réseau de traits blancs évoquant les routes sur une carte géographique.
- Il existe une forme automnale porima, plus rare, d'aspect intermédiaire, noir à bandes fauves.

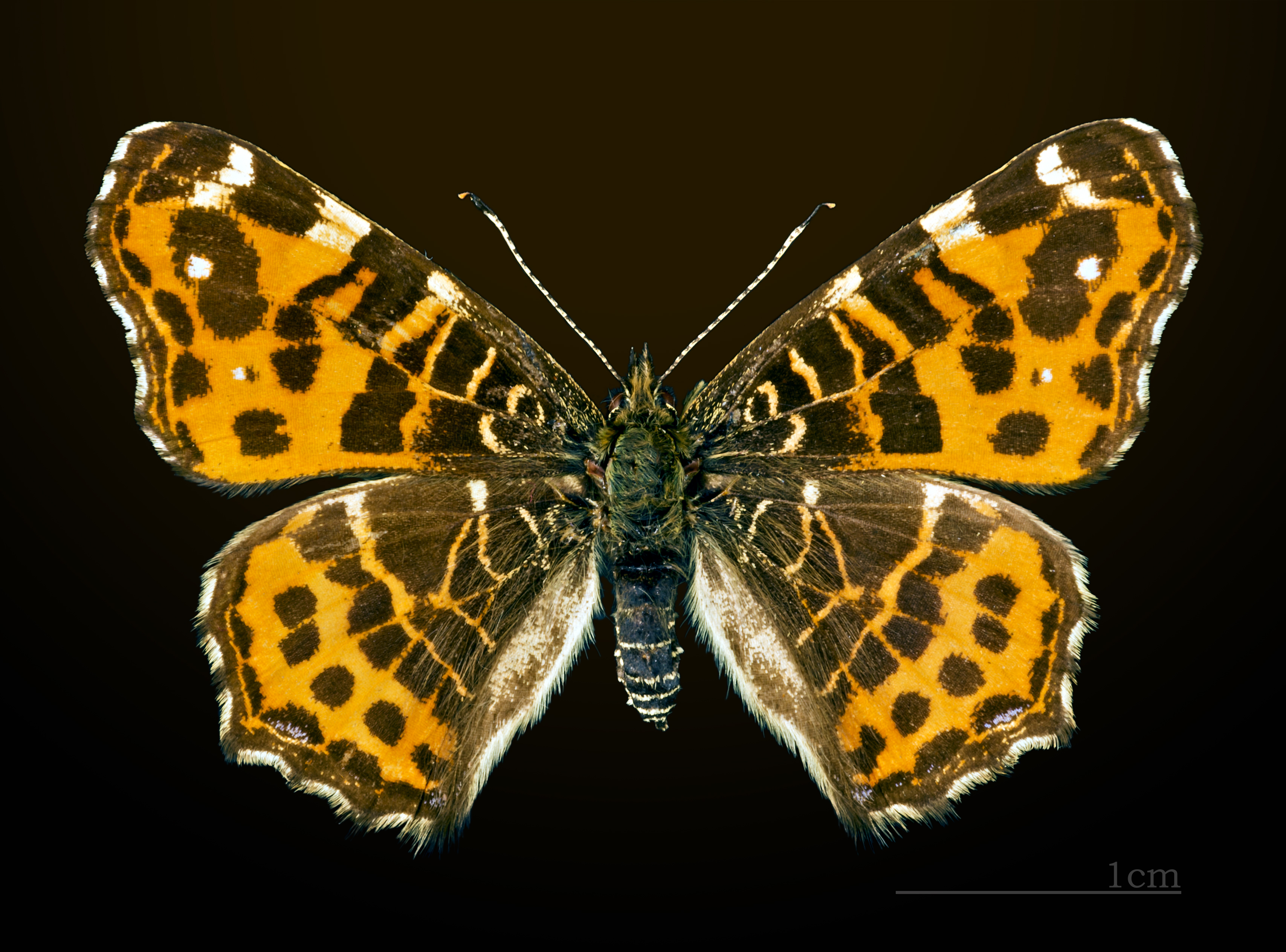
Forme printanière levana, face dorsale – coll. MHNT.
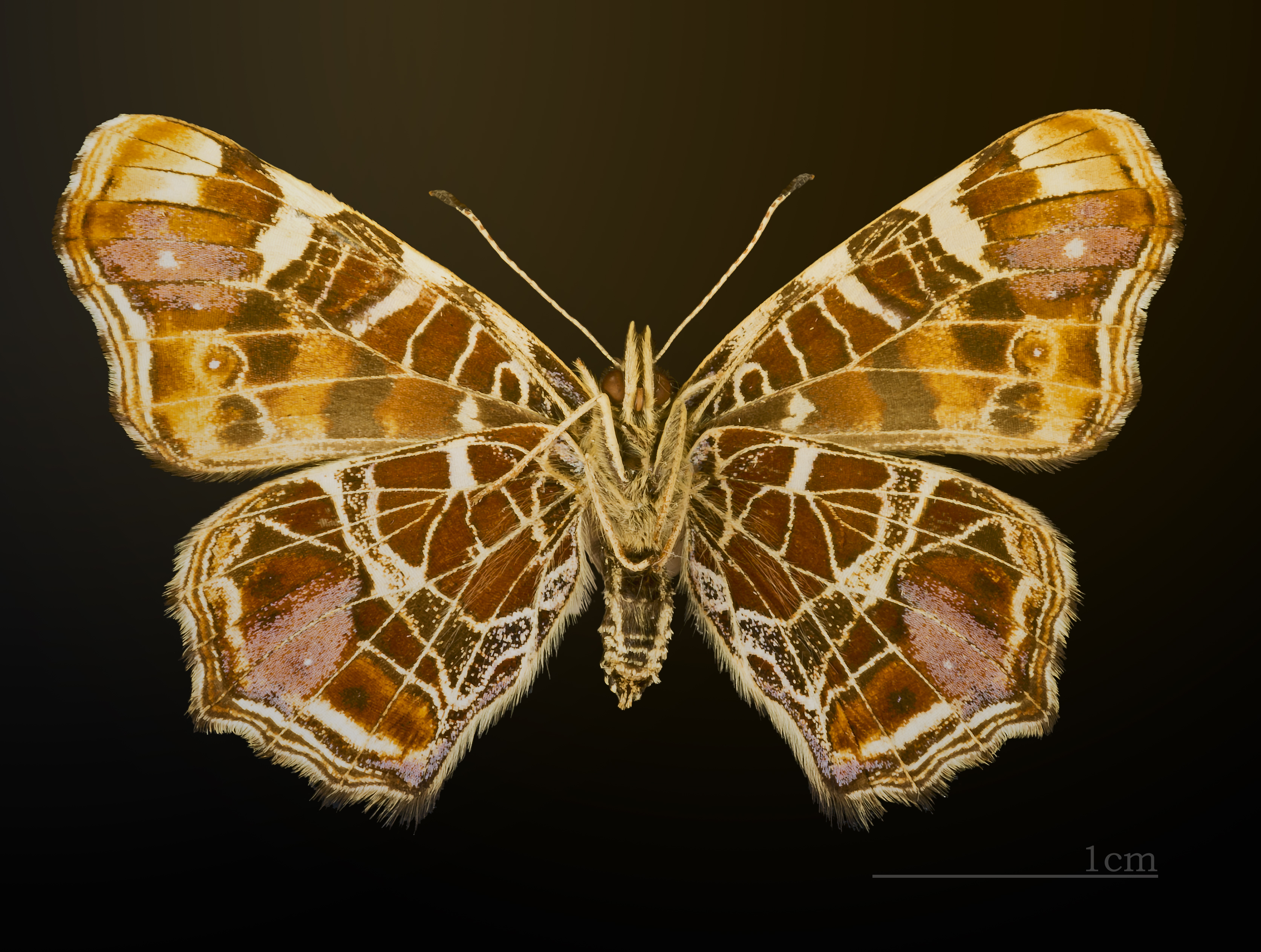
Forme printanière levana, face ventrale – coll. MHNT.
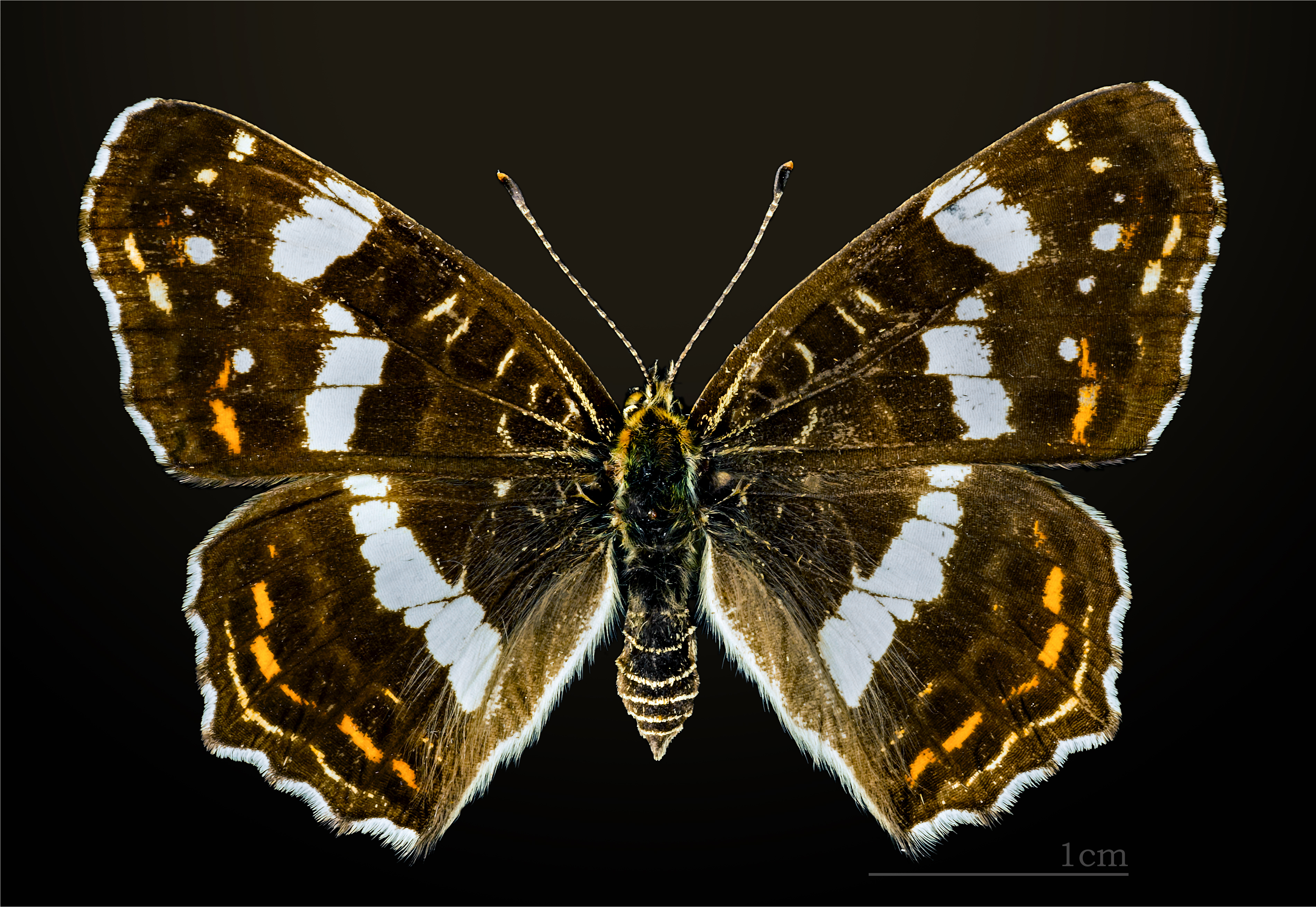
Forme estivale prorsa, face dorsale – coll. MHNT.
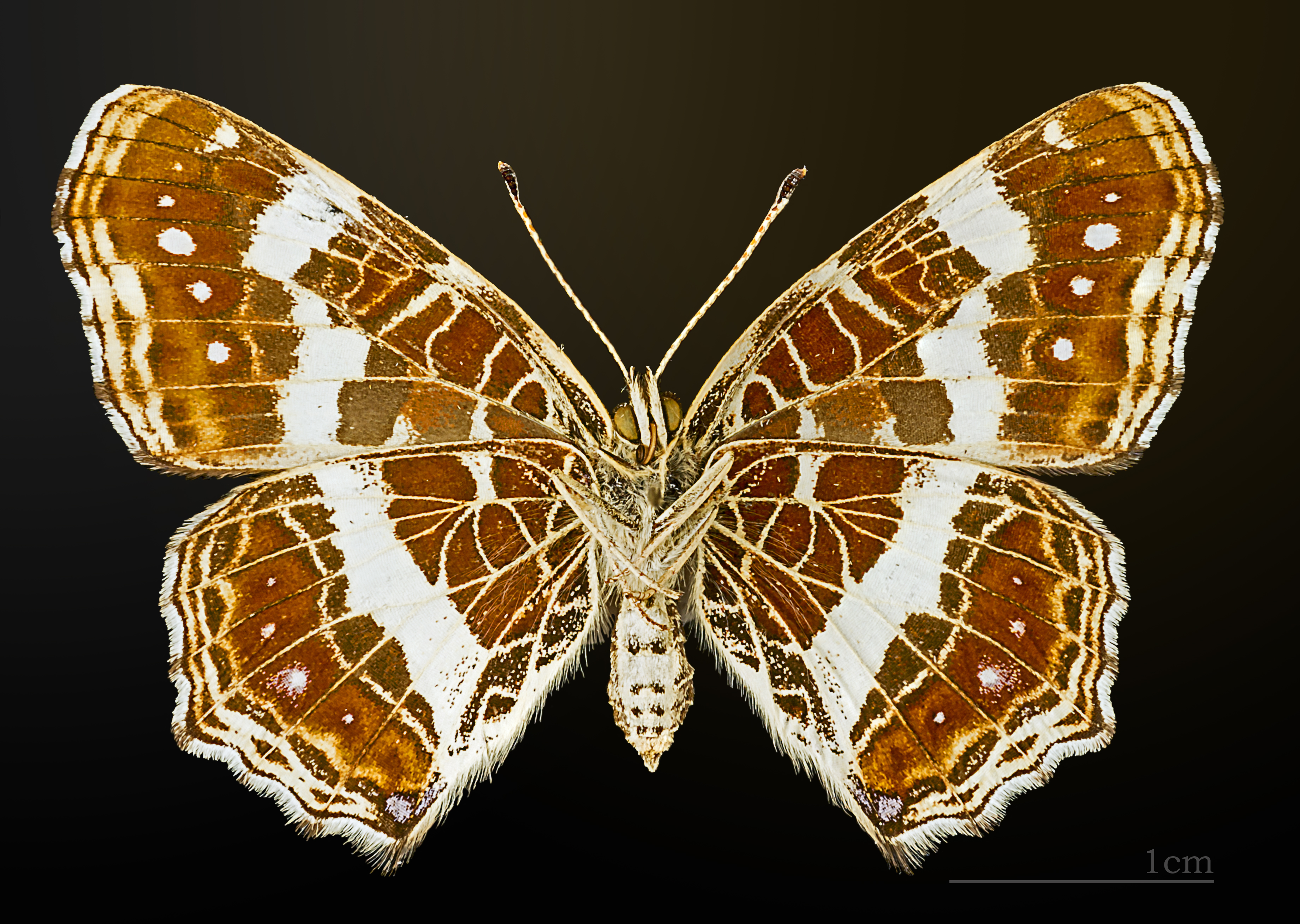
Forme estivale prorsa, face ventrale – coll. MHNT.
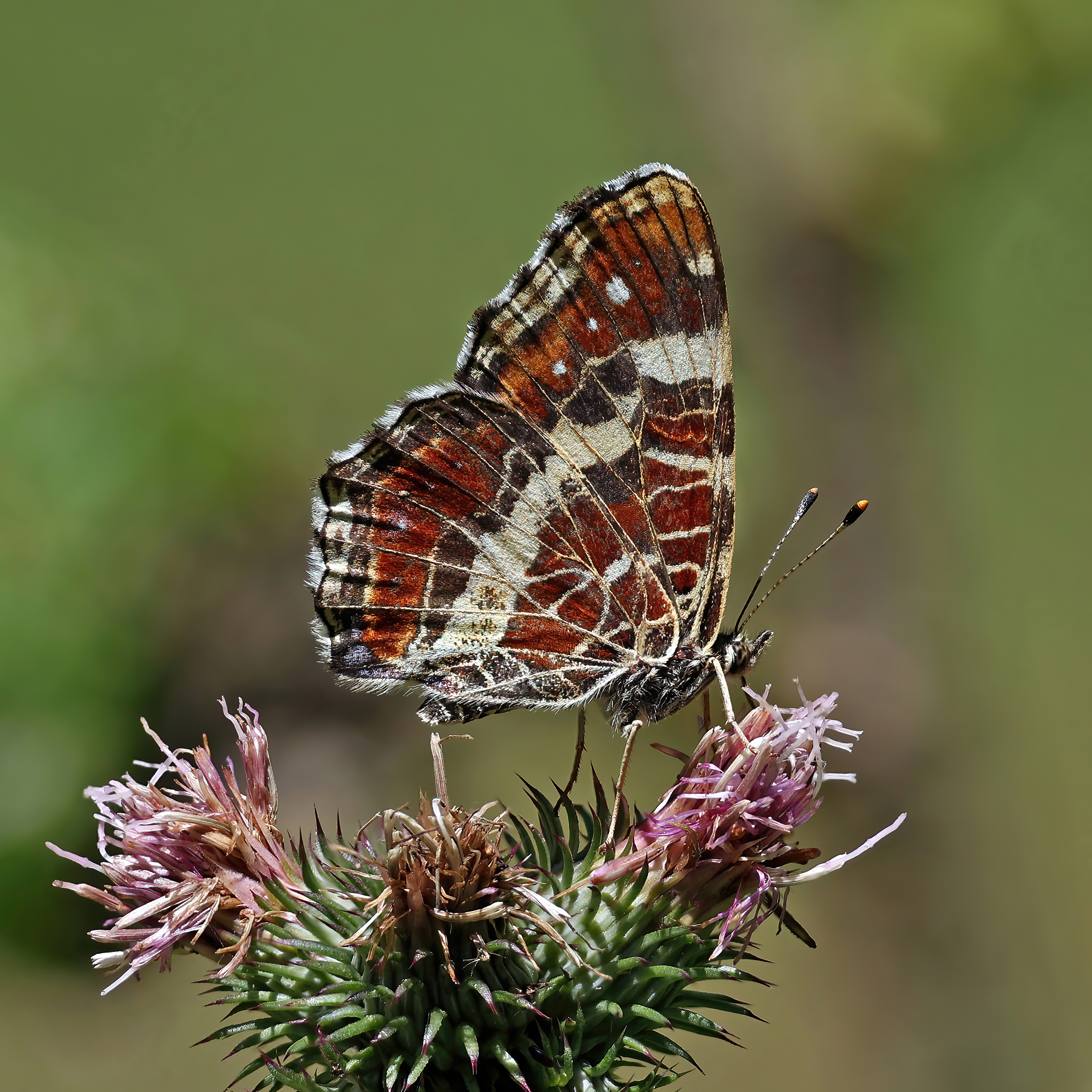
Une carte géographique femelle, vers le parc national Piatra Craiului en Roumanie.

### Œufs
La ponte comporte un alignement de 6 à 20 œufs, 10 en moyenne, collés au revers de feuilles d'ortie, la plante hôte.

### Chenille
Les chenilles, grégaires, sont visibles en mai-juin et août-septembre pour la seconde génération qui hiverne en chrysalide.

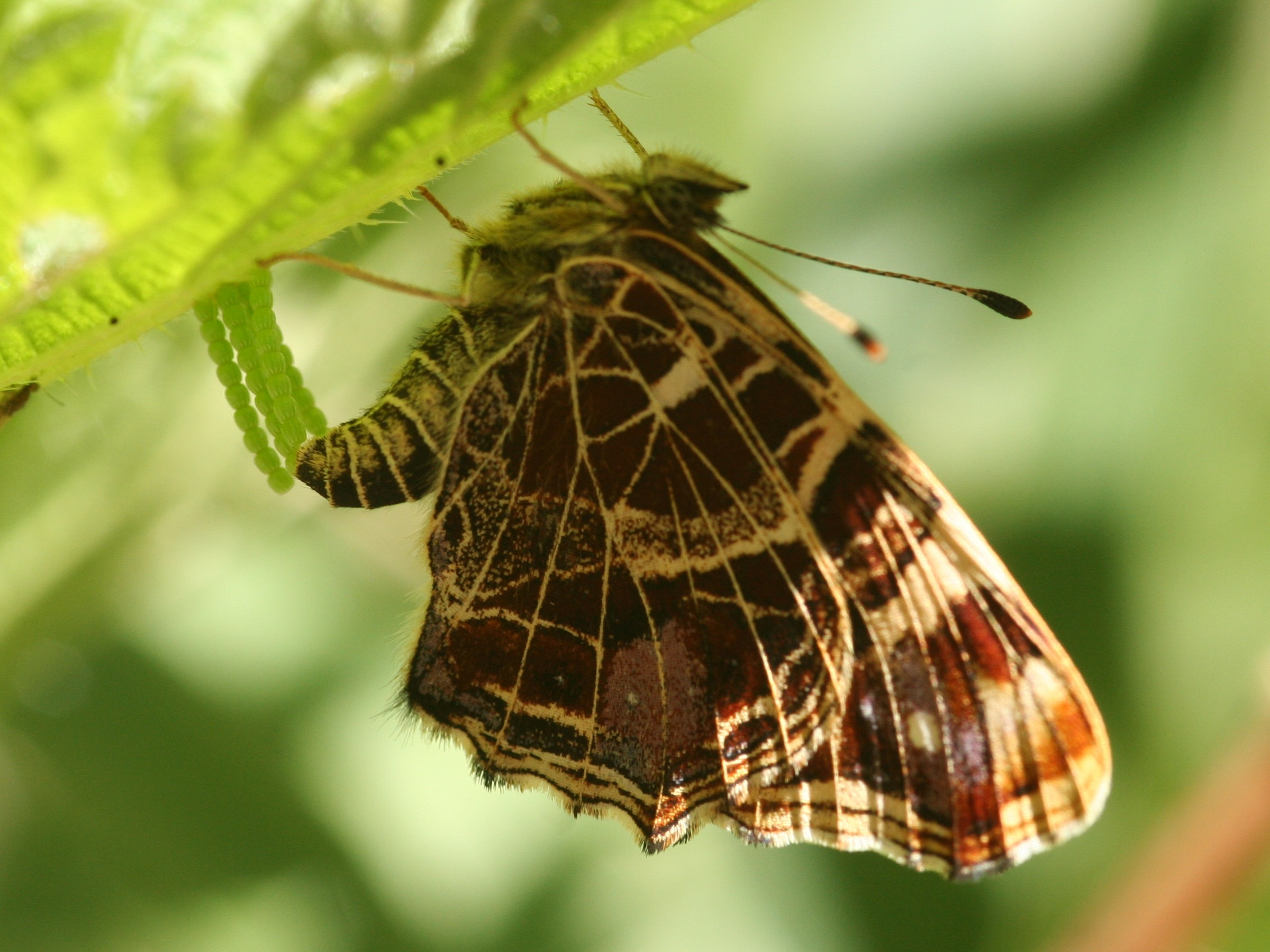
Ponte d'une femelle de forme levana.
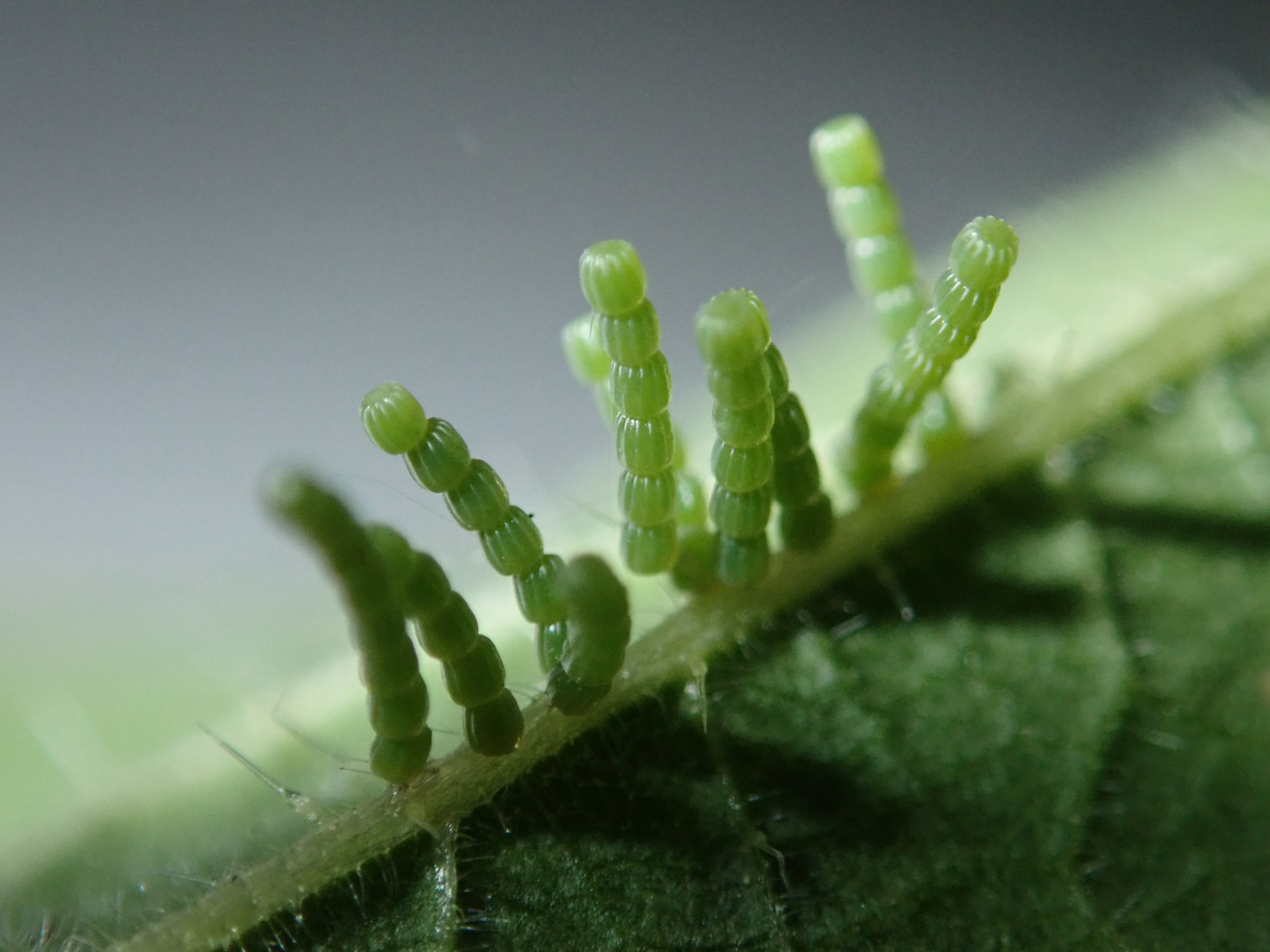
Œufs.
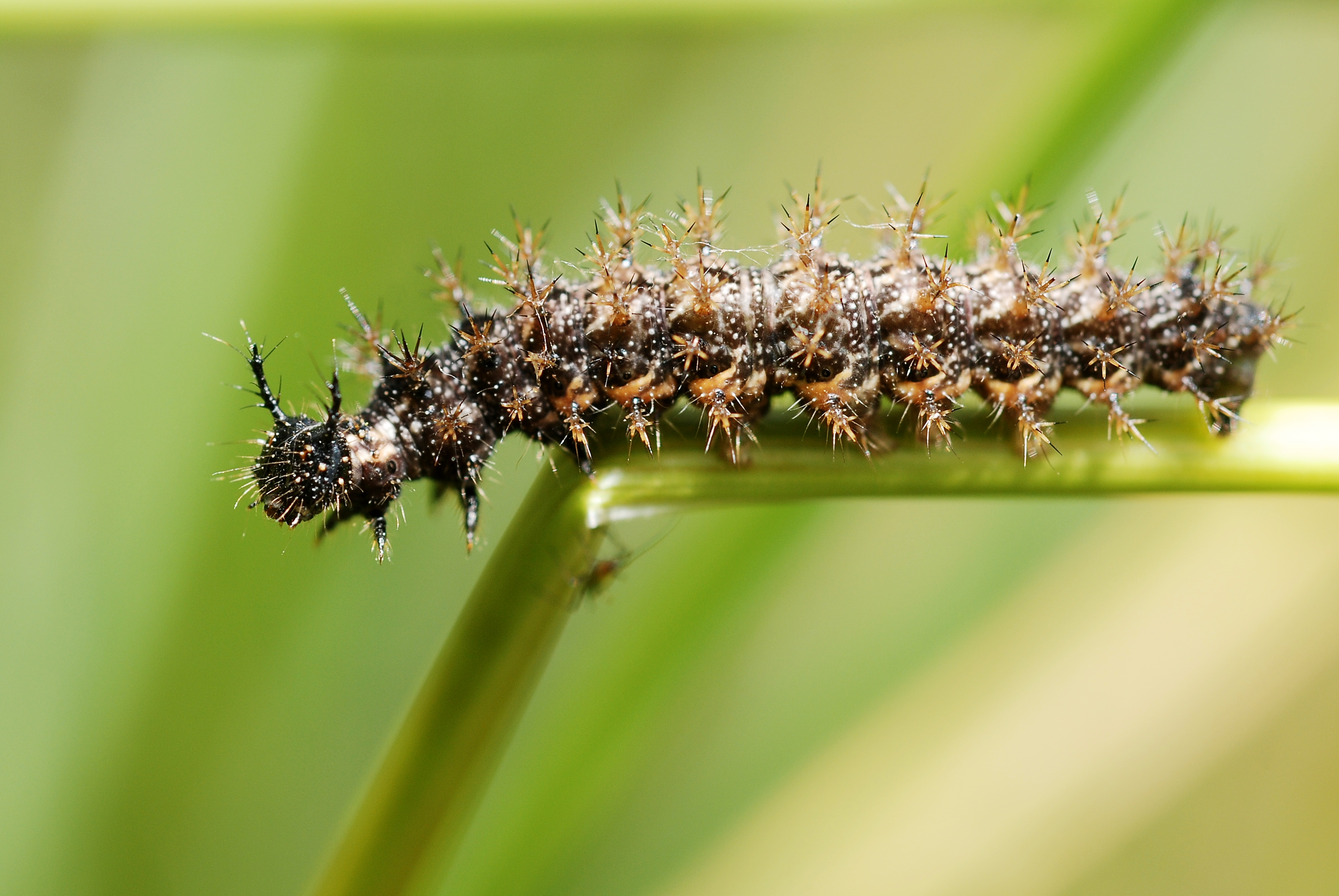
Chenille.
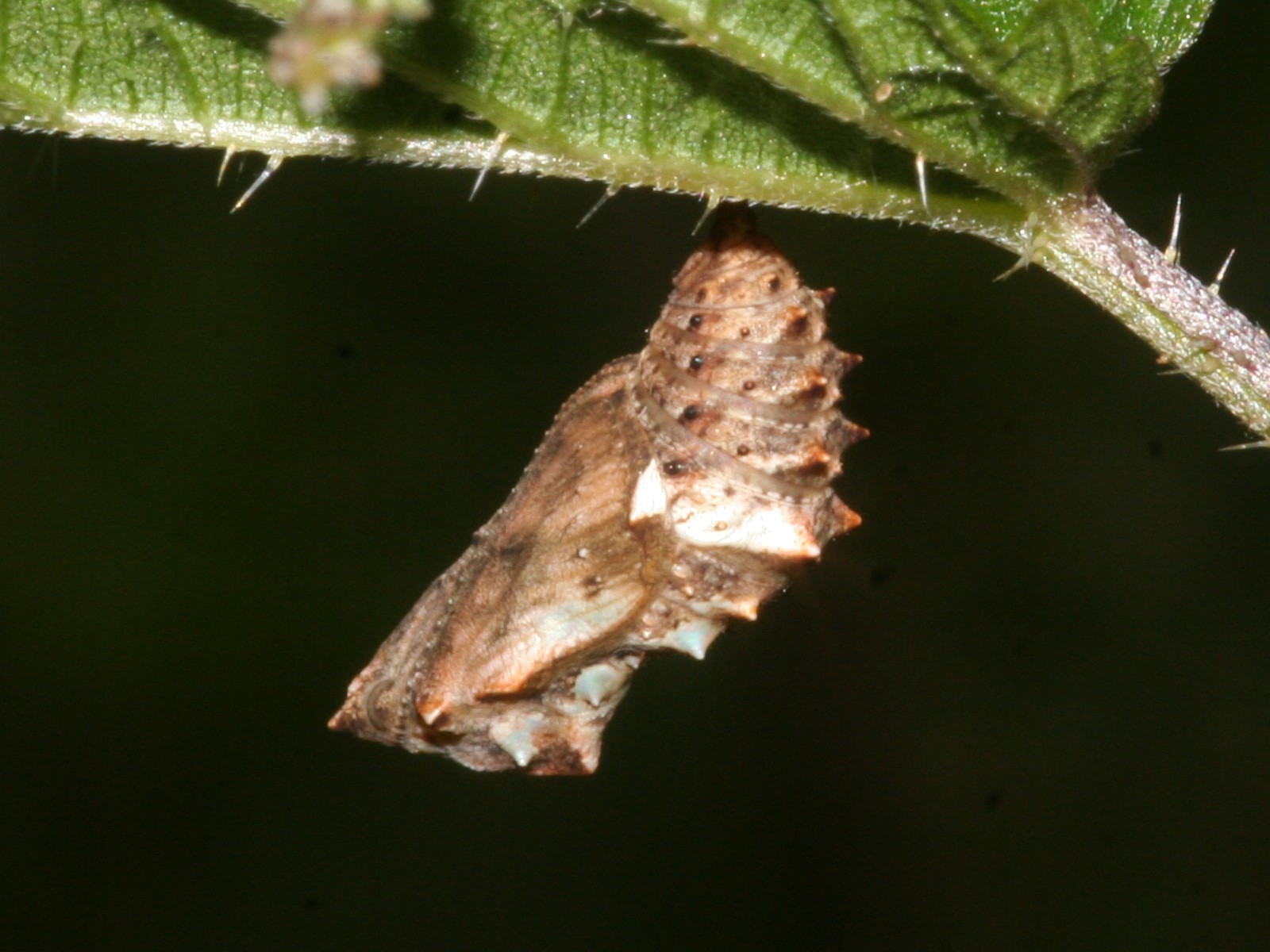
Chrysalide.
- Imago de forme prorsa, butinant.
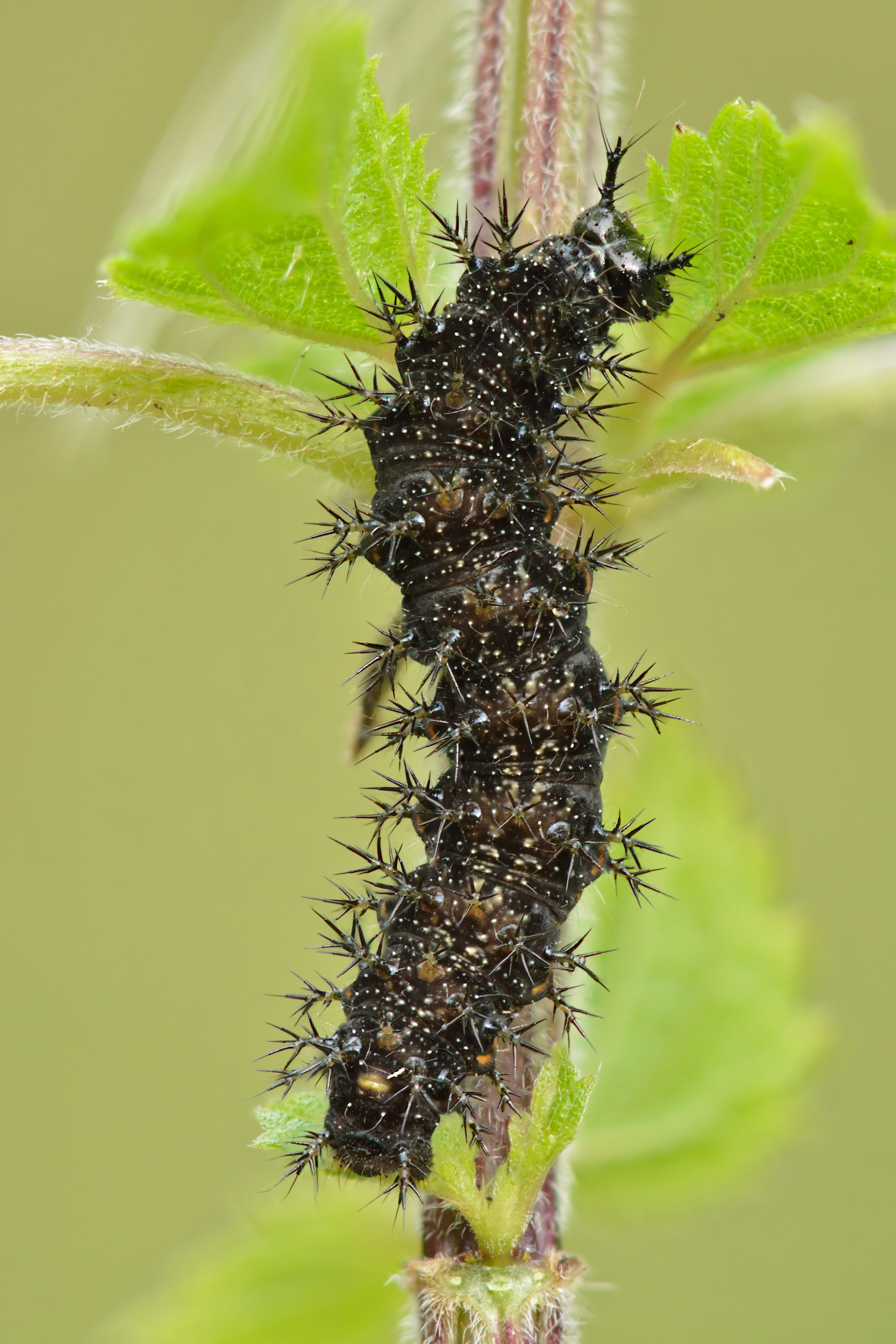
Chenille d'une carte géographique en Estonie, sa longueur est d'environ 25 mm.

## Biologie

### Phénologie
Les périodes de vol vont de fin mars à mai, puis mi-juin à septembre, en deux générations successives (moins nombreux à la première génération). Au nord de la Méditerranée, une troisième émergence se produit en septembre (notamment dans le Sud-Ouest de la France, ou dans le Nord les années très chaudes).

### Plante-hôte
La plante-hôte est la Grande ortie, Urtica dioica.

### Comportement territorial
Des poursuites et éloignements de congénères sont observés chez le mâle, devant les lisières et au-dessus des buissons[réf. nécessaire]

## Distribution

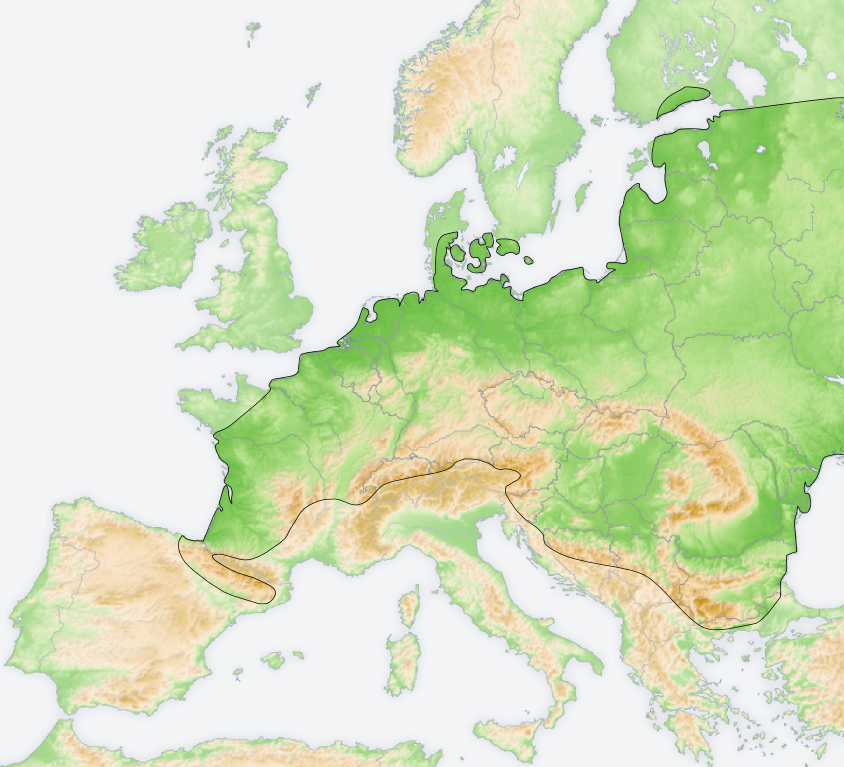
Répartition d’Araschnia levana en Europe.

### Aire de répartition
Araschnia levana est répandue en Eurasie tempérée.
En France métropolitaine, sa présence est attestée dans tous les départements, sauf ceux de Provence-Alpes-Côte d'Azur et de Corse.

### Biotopes
Ses habitats sont les lisières, notamment les lisières de clairières de bois clair, les bosquets et les haies s'épaississant en bosquets ou connectées à une zone boisée, les mégaphorbiaies, jusqu'à une altitude maximum de 1 500 m[réf. souhaitée].

## Systématique
L'espèce Araschnia levana a été décrite par le naturaliste suédois Carl von Linné en 1758, sous le nom initial de Papilio levana,.
Classée dans la famille des Nymphalidae, la sous-famille des Nymphalinae et la tribu des Nymphalini, elle est l'espèce type du genre Araschnia Hübner, [1819].

## La Carte géographique et l'Homme

### Protection
L'espèce n'a pas de statut de protection particulier en France.

### Menaces sur les papillons de jour
Le fauchage trop systématique des orties pourrait être une des causes de sa régression locale, de même que la généralisation de l'usage des insecticides qu'on retrouve en plaine et dans certaines zones plus élevées en petite quantité jusque dans les eaux de pluie, les brumes, les rosées.
Tous les papillons de jour sont sensibles aux aléas météorologiques (variations et moyennes de température en particulier). Localement au moins, l'espèce semble pouvoir être vulnérable à des aléas climatiques globaux.
Araschnia levana fait en effet partie d'un groupe de 35 papillons européens pour lesquels des écologues disposaient de données jugées suffisantes pour évaluer les éventuels déplacements de leurs aires de répartition en Europe,. Sur ces 35 papillons, c'est la seule espèce dont l'aire de répartition, au lieu de se translater vers le nord ou de voir sa limite sud remonter vers le nord, s'est au contraire étendue, à la fois vers le nord et vers le sud (peut-être en raison de l'eutrophisation qui tend à accroître l'aire occupée par la grande ortie).

Pour les autres papillons, les aires de répartition remontaient vers le nord par un mouvement de translation pour la moitié des espèces, ou diminuait (la limite sud remontant, et la limite nord restant à peu près stable). Toutes ces données laissent penser que les papillons sont un des bioindicateurs possibles du changement climatique. Deux autres espèces constituaient des exceptions :
- Brenthis ino ayant une répartition stable au nord, avec une extension d'aire au sud ;
- Apatura ilia ayant vu quant à lui les limites nord de son aire légèrement descendre (alors que sa limite sud restait stable)[7].

Il conviendrait aussi d'évaluer les menaces pesant éventuellement spécifiquement sur les chenilles (virus, bactéries, nématodes, autres parasites, prédation accrue, etc.) et sur les chrysalides (fauchages trop fréquents…).